# 沙茨克区 (乌克兰)

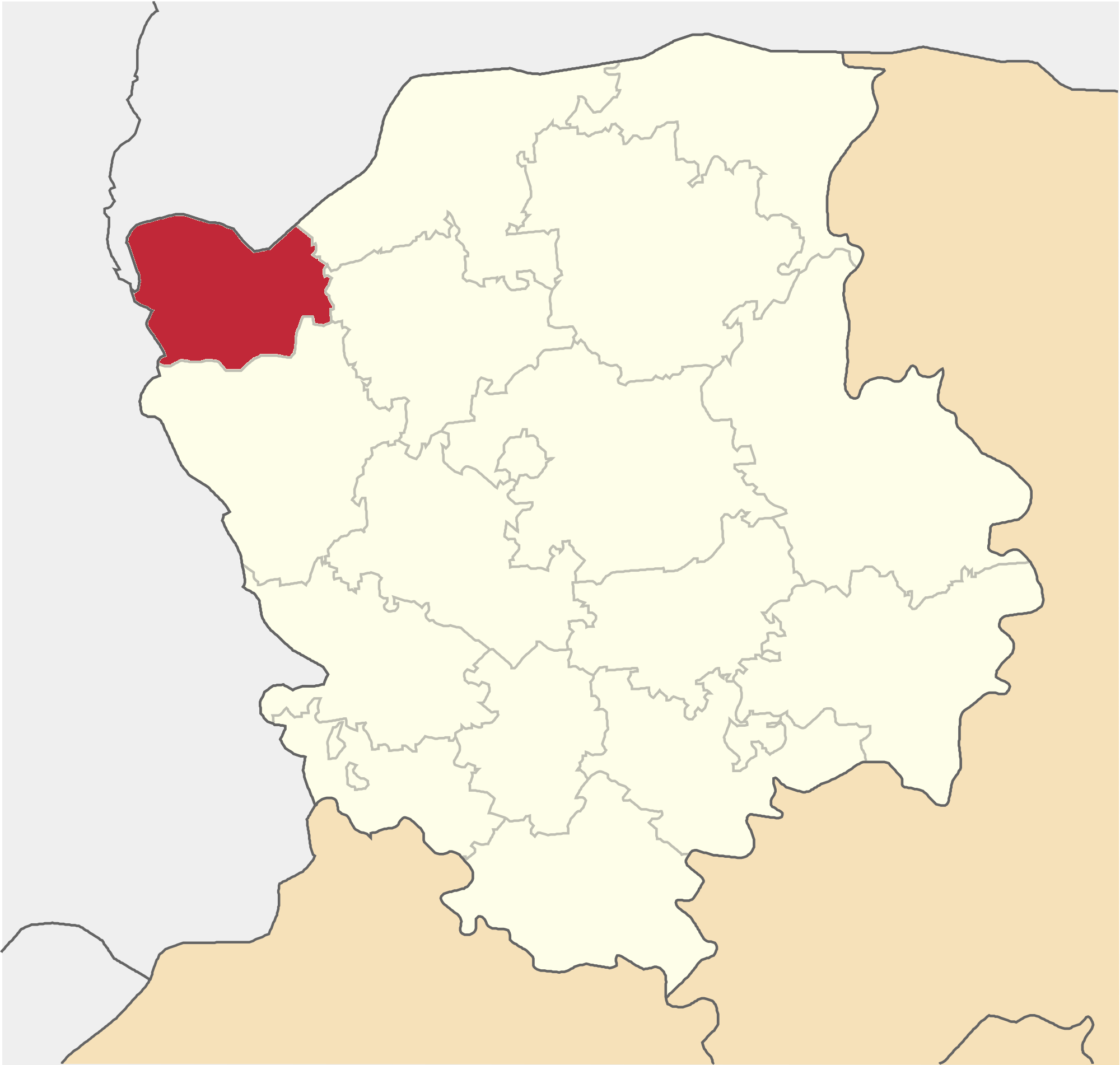
撤销前沙茨克區在沃倫州的位置

沙茨克區（烏克蘭語：Шацький район），是烏克蘭西部沃倫州的一個旧區，行政中心为沙茨克，面積759平方公里，2015年人口16,987，人口密度每平方公里22.5人。
该区在2020年7月18日的乌克兰行政区划改革中被撤销，改革后沃伦州下分为4个区，沙茨克區合并至科韋利區。